# Олів'є Даан
Олів'є́ Даа́н (фр. Olivier Dahan; нар. 26 липня 1967, Ла-Сьйота, Буш-дю-Рон, Франція) — французький кінорежисер і сценарист.

## Біографія
Олів'є Даан народився 26 липня 1967 року в місті Ла-Сьйота, що в департаменті Буш-дю-Рон у Франції. У 1991 році він отримав диплом про вищу освіту з пластичної виразності в школі мистецтва Марселя (фр. l'Ecole d'Art de Marseille). У період між 1988 і 1997 роками він зняв сім короткометражних фільмів та відеокліпів, а також провів кілька художніх виставок.
У 1994 році Олів'є Даан поставив для телекананалу Arte свій перший повнометражний фільм «Брати», що увійшов до колекції «Усі хлопчики і дівчатка свого віку…». Фільм був обраний для участі в секції Панорама 45-го Берлінського міжнародного кінофестивалю. У 1998 році на великі екрани вийшла драма Даана «Уже мертвий», що розповідає про насильство і відчай у світі молодих і багатих, але зіпсованих ніццеанців.
У 2001 році Даан адаптував для кіно казку Шарля Перро «Хлопчик-мізинчик», а наступного року зняв стрічку «Життя обітоване» з Ізабель Юппер у ролі повії, що шукає свого колишнього чоловіка. У 2003 році продюсери Ален Голдман і Люк Бессон зацікавилися візуальним стилем Даана, та доручили йому реалізацію стрічки «Багрові річки 2 — Ангели апокаліпсису» з Бенуа Мажимелем у головній ролі.
На початку 2004 року Даан вирішив зняти фільм про життя французької співачки Едіт Піаф. Фільмом з Маріон Котіяр в ролі Піаф, який було завершено через два роки, було відкрито Берлінський кінофестиваль у 2007 році. Стрічка мала величезний успіх, а акторка Маріон Котіяр виграла премію «Оскар» 2008 року в номінації «Найкраща акторка». Після церемонії «Оскара», Олів'є Даан почав працювати над англомовною стрічкою в жанрі роуд-муві під назвою «Моя любовна пісня», яка вийшла 7 квітня 2010 року.
У жовтні 2012 року Даан почав зйомки біографічного фільму Принцеса Монако, з Ніколь Кідман у ролі Грейс Келлі. 2014 року переглядом стрічки було відкрито 67-й Каннський міжнародний кінофестиваль.

## Фільмографія
| Рік  |       | Назва українською                    | Оригінальна назва                                   | Режисер | Сценарист | Продюсер |
| ---- | ----- | ------------------------------------ | --------------------------------------------------- | ------- | --------- | -------- |
| 1993 | т/с   | Усі хлопчики і дівчатка свого віку…  | Tous les garçons et les filles de leur âge…         | Так     | Так       |          |
| 1994 |       | Брати: Червона рулетка               | Frères: La roulette rouge                           | Так     | Так       |          |
| 1997 | к/м   | Примари суботнього вечора            | Les fantômes du samedi soir …                       | Так     | Так       |          |
| 1998 |       | Уже мертвий                          | Déjà mort                                           | Так     | Так       |          |
| 1999 | т/с   | Кімната № 13                         | Chambre n° 13                                       | Так     |           |          |
| 2001 |       | Хлопчик-мізинчик                     | Le petit poucet                                     | Так     | Так       |          |
| 2002 |       | Життя обітоване                      | La Vie promise                                      | Так     | Так       |          |
| 2004 |       | Багрові річки 2: Ангели апокаліпсису | Les rivières pourpres 2 — Les anges de l'apocalypse | Так     |           |          |
| 2005 |       | Король-Сонце                         | Le roi soleil                                       |         |           | Так      |
| 2007 |       | Життя у рожевому кольорі             | La môme                                             | Так     | Так       |          |
| 2009 |       | Моя любовна пісня                    | My Own Love Song                                    | Так     | Так       | Так      |
| 2009 | відео | Моцарт. Рок-опера                    | Mozart L'Opéra Rock                                 | Так     |           |          |
| 2012 |       | Команда мрії                         | Les seigneurs                                       | Так     | Так       |          |
| 2014 |       | Принцеса Монако                      | Grace of Monaco                                     | Так     |           |          |
| 2016 |       |                                      | Sold                                                | Так     |           | Так      |

## Визнання
| Нагороди та номінації Олів'є Даана                | Нагороди та номінації Олів'є Даана                   | Нагороди та номінації Олів'є Даана | Нагороди та номінації Олів'є Даана |
| Рік                                               | Категорія                                            | Фільм                              | Результат                          |
| ------------------------------------------------- | ---------------------------------------------------- | ---------------------------------- | ---------------------------------- |
| Міжнародний кінофестиваль у Сан-Себастьяні        |                                                      |                                    |                                    |
| 2002                                              | Срібна мушля                                         | Життя обітоване                    | Номінація                          |
| Берлінський міжнародний кінофестиваль             |                                                      |                                    |                                    |
| 2007                                              | Золотий ведмідь                                      | Життя у рожевому кольорі           | Номінація                          |
| Премія європейської кіноакадемії                  |                                                      |                                    |                                    |
| 2007                                              | Найкращий європейський фільм                         | Життя у рожевому кольорі           | Номінація                          |
| Філадельфійський кінофестиваль                    |                                                      |                                    |                                    |
| 2007                                              | Приз глядацьких симпатій за найкращий художній фільм | Життя у рожевому кольорі           | Перемога                           |
| Премія «Супутник»                                 |                                                      |                                    |                                    |
| 2007                                              | Найкращий режисер                                    | Життя у рожевому кольорі           | Номінація                          |
| Премія BAFTA                                      |                                                      |                                    |                                    |
| 2008                                              | Найкращий неангломовний фільм                        | Життя у рожевому кольорі           | Номінація                          |
| Премія «Сезар»                                    |                                                      |                                    |                                    |
| 2008                                              | Найкращий фільм                                      | Життя у рожевому кольорі           | Номінація                          |
| 2008                                              | Найкращий режисер                                    | Життя у рожевому кольорі           | Номінація                          |
| 2008                                              | Найкращий оригінальний сценарій                      | Життя у рожевому кольорі           | Номінація                          |
| Премія «Люм'єр»                                   |                                                      |                                    |                                    |
| 2008                                              | Найкращий фільм                                      | Життя у рожевому кольорі           | Номінація                          |
| 2008                                              | Найкращий режисер                                    | Життя у рожевому кольорі           | Номінація                          |
| 2008                                              | Приз глядацьких симпатій                             | Життя у рожевому кольорі           | Перемога                           |
| Кришталевий глобус                                |                                                      |                                    |                                    |
| 2008                                              | Найкращий фільм                                      | Життя у рожевому кольорі           | Номінація                          |
| Італійський національний синдикат кіножурналістів |                                                      |                                    |                                    |
| 2008                                              | «Срібна стрічка» найкращому європейському режисерові | Життя у рожевому кольорі           | Номінація                          |